# حفاظ (علم نفس)

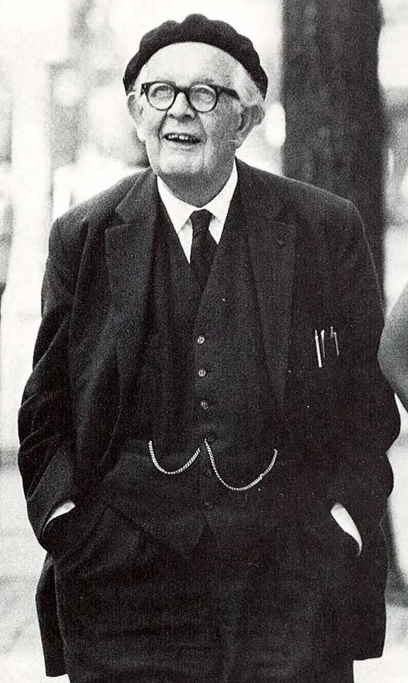

وفقًا لعالم النفس جان بياجيه، يشير مصطلح الحفاظ إلى القدرة على التفكير المنطقي بطريقة تمكن الشخص من تحديد أن كمية معينة تبقى كما هي وإن تغير شكل الوعاء أو حجمه الظاهري. تفترض نظريته أن هذه القدرة لا تظهر عند الأطفال في طور نموهم بين سن الثانية والسابعة، لكنها تظهر خلال مراحل متقدمة بين السابعة والحادية عشر.

## المهام
تختبر مهام الحفاظ قدرة الطفل على ملاحظة الخصائص الثابتة بعد خضوع جسم لتحول فيزيائي. اقترح بياجيه أن عدم قدرة الأطفال على الحفاظ تُعزى إلى الضعف في طريقة تفكيرهم خلال المرحلة قبل العملياتية (من عمر 2-6 أعوام). يسود هذه المرحلة من التطور الإدراكي تركيز الأطفال على بُعد ملحوظ واحد سواء كان الطول أو العرض، متجاهلين خواصًا أخرى مهمة في الشيء. ويميل الأطفال في هذه المرحلة أيضًا إلى التركيز على الخصائص الساكنة للأشياء، عوضًا عن التركيز أثناء خضوع الشيء لاختلافات معينة، ما يُعد عنصرُا هامُا للمهام التالية والتي تتناول أنواع الحفاظ المختلفة.

### السائل
ابدأ بكأسين يحتويان على سائل، كلاهما له نفس الشكل ويحتويان على نفس الكمية من السائل. اسأل الطفل إن كان الكأسان سيان، أو إن احتوى أحدهما سائلًا أقل أو أكثر من الآخر. إذا أجاب الطفل بأنهما نفس الشيء، يُسكب السائل من كأس قصير إلى كأس أطول وأنحل. إذ يتصور الطفل الذي لا يتمتع بملكة الحفاظ أن الكأس الأطول يحتوي على سائل أكثر من الكأس القصير. تتضمن تجربة بياجيه الأخرى والمشهورة لاختبار حفظ السائل عملية عرض دورقين على الطفل؛ أ1 وأ2، ويتفق الطفل على أنهما متماثلان، ويحتويان الكمية نفسها من السائل الملون، ثم يُسكب السائل في الدورق أ1 إلى كأس أطول وأنحل (ب1)، ويسكب السائل في الدورق أ2 في كأس (ب2) المماثل للكأس ب1. يُسأل الطفل بعد ذلك إن كان الكأسان (ب1 وب2) يحتويان على نفس كمية السائل في الدورقين أ1 وأ2. يجيب الطفل غير المتمكن من الحفاظ بـ «لا، وأن الكؤوس الطويلة والنحيلة تحتوي على سائل أكثر»، بينما يجيب الطفل المتمكن بـ «نعم، تحتوي على نفس الكمية». أعاد بياجيه تكرار هذه المهمة بوضع خرز في الكؤوس، فوجد مجددًا أن بعض الأطفال تمكنوا من الحفاظ في حين لم يتمكن البعض الآخر من ذلك.

### العدد
بالنسبة لحفاظ العدد، صُممت تجربة لاختبار الأطفال، وهم عادة 6 أطفال يبلغ الواحد منهم 6 أعوام، وتضم مجموعة من العصي أو عدادات مستديرة. توضع هذه العدادات في خطين متوازيين وأفقيين متساويين في الطول. ثم يوزع الباحث العدادات على خط، بطريقة يبدو فيها الخط أطول من الآخر. بعد ذلك يسأل الباحث، «هل يتساوى عدد العدادات على كل خط أم لا؟»، سيجيب الطفل الذي لا يتمكن من الحفاظ بأن عدد العدادات أكثر على الخط الأطول، في حين أن الطفل المتمكن سيلاحظ بأن العدد متساوي في كلا الخطين. يعيد الباحث إعادة تجميع العدادات على مرأى من الطفل ليبدو الخطان متساويين في الطول، ويوافق الطفل على أن لهما نفس الطول. ثم يحرك الباحث العدادات في خط واحد بالقرب من بعضها ليبدو الخط أقصر، ويسأل مجددًا إن كان الخطان يمتلكان نفس العدد من العدادات أو يختلفان. سينجح الطفل المتمكن من الحفاظ بتمييز أن الخطان لهما نفس العدد من العدادات.

### الكمية الصلبة
بالنسبة لحفاظ الكمية الصلبة، صُممت هذه المهمة لتقييم الأطفال، وتعتمد على كتلتين من الصلصال. بدايةً، يكور الباحث الكتلتين ويكون لهما نفس الشكل. ثم يمد أحد الكرات ليصبح شكلها أطول. ويسأل الباحث الطفل إذا كان الشكلان يحتويان نفس الكمية من الصلصال أو يختلفان في ذلك. سيجيب الطفل غير المتمكن من الحفاظ أن الشكلين يحتويان كميتين مختلفتين من الصلصال، وأن الشكل الأطول يحتوي كمية أكبر. لكن الطفل المتمكن سيدرك أنهما يحتويان على نفس الكمية. ويكون حفاظ الكمية الصلبة أصعب للتعلم لدى الأطفال مقارنة بحفاظ السائل، ويحدث بعده غالبًا.

### الوزن والكتلة
بالنسبة لحفاظ الوزن والكتلة، تتضمن المهمة ميزانًا وكتلتين من الصلصال. يضع الباحث كرتي صلصال متساويتين على كفتي الميزان ويُظهر بأن لهما نفس الوزن. ثم يشكل أحد الكرتين على شكل مستطيل، ويسأل الطفل إذا امتلكت الكتلتان نفس الوزن. سيجيب الطفل غير المتمكن من الحفاظ بأنهما مختلفتان في الوزن، غير أن الطفل المتمكن سيدرك أن الشكل لا يؤثر على الوزن والكتلة، وإجابته ستكون أن لهما نفس الوزن.

## العمر
يختلف العمر الذي يتمكن فيه الأطفال من إنجاز مهام الحفاظ: لكن نتيجة للاختلافات الفردية، يطور بعض الأطفال الإمكانية قبل أو بعد غيرهم. وقد يتفاوت العمر في دول مختلفة (ادرس الحفاظ عبر الثقافات). مع ذلك، لا يتمكن معظم الأطفال من إجراء مهمة حفاظ العدد بشكل صحيح في العمر بين 4-5 أعوام، ويطور معظمهم هذه القدرة في عمر 6-8 أعوام. ويظهر حفاظ الكتلة والطول في نحو السابعة من عمرهم، أما حفاظ الوزن فيحدث في نحو عمر التاسعة، في حين يتمكن الأطفال من حفاظ الحجم في نحو عمر الحادي عشر.
قادت دراسات الحفاظ التي اضطلع بها بياجيه إلى ملاحظته المراحل التي ينجح فيها الأطفال في الحصول على قدرة الحفاظ. لا يمتلك الأطفال هذه القدرة في المرحلة الأولى. وخلال مهمة حفاظ السائل، يجيب الأطفال أن الكأس الأطول يحتوي دائمًا سائل أكثر من الكأس القصير: فلا يمكنهم تمييز الطول من الكمية. وفي المرحلة الثانية، يوسع الأطفال أحكامهم في مهمة حفاظ السائل لتشمل أيضًا العرض كسبب: قد يجيبون أن الكأس الأقصر والأعرض يحتوي سائلًا أكثر من الكأس الطويل والنحيل. ويمتلك الأطفال قدرة الحفاظ في المرحلة الثالثة، وسيدركون أن الطول والعرض لا يؤثران على الكمية. يؤمن المحافظون بحزم أكبر بإجاباتهم المتعلقة بمهام الحفاظ، عند اقترانهم مع شركاء غير محافظين، ويميلون لتقديم عدة تفسيرات والتلاعب بمواد المهمات لإثبات آرائهم أكثر من غير المحافظين.
في العديد من الحالات، تنجح مهمات التمرين في تعليم الأطفال غير المتمكنين من الحفاظ إكمال المهمات بشكل صحيح. يمكن تدريب الأطفال الصغار في عمر الرابعة على الحفاظ باستخدام التدريب الاستثابي: يتضمن ذلك تكرار مهمات الحفاظ، وتعزيز الإجابات الصحيحة، وتصحيح المغلوطة. يُنقل تأثير تمرين أحد المهمات (حفاظ السائل مثلًا) إلى مهمات الحفاظ الأخرى.

## صلة الحفاظ بالتعليم
يبين الباحثون أن الأطفال المتمكنين من الحفاظ يُظهرون سلاسة أكبر في مسائل الجمع والطرح في توقيت منفصل أكثر من الأطفال غير المتمكنين. يسلط البحث الضوء على أهمية الأفكار المنطقية العكوسة والعناصر المهمة للحفاظ، ويعتبرها هامة كقدرة الطفل على إجراء عمليات حسابية عكسية بسلاسة (5+2=7، 7-5=2). يشير الباحثون بالنسبة للأطفال غير المحافظين إلى أنه يجب على المدرسين الانخراط مع الأطفال، وطرح الأسئلة عليهم في أغلب الأحيان حول الأشياء التي تحيط بهم، لتشجيع تطور التفكير المنطقي لديهم.

## حول الثقافات
تشير معظم الدراسات إلى أن الحفاظ يحدث بتسلسل وأعمار متماثلة حول الثقافات، لكن يوجد اختلاف في المعدل الذي يُكتسب فيه الحفاظ (وغيره من الإمكانيات) حول الثقافات. على سبيل المثال، وجدت دراسة تختبر فتيات مراهقات من الولايات المتحدة وزامبيا أنه لا يوجد فرق في قدراتهن على إجابة الأسئلة التي تشير إلى الحفاظ في اختبارات حفاظ الوزن والكتلة. بحثت دراسة أخرى في أطفال من دول متعددة (أستراليا، هولندا، إنجلترا، نيوزلندا، بولندا، أوغندا)، واختبرت العمر الذي يبدأ فيه الحفاظ بالظهور. وجدوا بأن المعدل الذي يمتلك فيه الأطفال الحفاظ يتغير بشكل بسيط في دول مختلفة، لكن الأعمار التي يتطور فيها الحفاظ عبر الحدود متشابهة، وذلك على الرغم من التربية الثقافية. دعمت هذه النتيجة مراجعة عبر الدراسات الثقافية التي تبحث في مهمات بياجيه، ووجدت أنه في حين أن المراحل العامة للتنمية المعرفية التي طورها بياجيه تحدث عبر الثقافات، فإن معدل التنمية ليس ثابتًا عبر الثقافات، ولا يصل الأطفال أحيانًا إلى المرحلة النهائية في كل الثقافات، وذلك بسبب الافتقار للخبرة التي تساعد هذا النوع من التفكير.
يجب التعامل باهتمام أكبر مع اختبارات الحفاظ عبر الثقافات لتجنب الحصول على نتائج متحيزة. على سبيل المثال، وجدت دراسة أُجريت على مراهقين من شعب الولوف في السينغال بأنهم لم يتمكنوا من الحفاظ في مهمة حفاظ السائل. مع ذلك، اقترحت دراسة أخرى أن تداخل أهداف الباحثين قد يتعارض مع الإجابات المباشرة لأسئلة بياجيه الأساسية لأنه-باستثناء التحقيق المدرسي- قلما يسأل شعب الولوف أسئلة يعرفون إجاباتها مسبقًا. وعندما طُرحت الأسئلة كأسئلة تعليم لغة حول معنى مصطلحات الكمية مثل «أكثر» و «متساوٍ»، عكست الردود فهمًا للحفاظ.

## انتقاد وسائل البحث
انتُقدت مهمات الحفاظ (وبالتالي نظرية بياجيبه) على عدد من الجبهات في ما يتعلق بوسائل البحث. نظرت العديد من الدراسات إلى متغيرات مهمات الحفاظ وكيفية تأثيرها على ردود الأطفال. على سبيل المثال، أظهرت الدراسات أن الأطفال يحتاجون تقييمًا شفهيًا وغير شفهي، وذلك لأن تقييمهم بطريقة شفهية وحسب يمكن أن يؤدي إلى نتائج دراسات تشير إلى أن الأطفال غير متمكنين من الحفاظ، بينما يمكن لبعض الأطفال إجابة أسئلة المهمات بشكل صحيح بطريقة غير شفهية.
أشار بحث إلى أن طرح السؤال مرتين يؤدي إلى تغيير الأطفال لإجاباتهم، وذلك لأنهم يفترضون أن سؤالهم للمرة الثانية يعني أنهم أخطؤوا في المرة الأولى. وتمكن الأطفال في سن الرابعة من اكتساب معرفة حفاظ المادة في وقت أبكر من العمر الذي أشار إليه بياجيه والبالغ 7-11 عامًا للوصول إلى المرحلة التنفيذية الملموسة.

## الحفاظ لدى الرئيسيات غير البشرية
اختبر الباحثون أيضًا قدرة الرئيسيات غير البشرية على الحفاظ. إذ يمكن لقرود الشمبانزي الحكم على تساوي واختلاف كميتين من سائل، وتتمكن من الحفاظ بشكل صحيح عند نقل السوائل بناءً على الاستنتاجات. وتتمكن أيضًا من حفاظ الكميات الصلبة بشكل صحيح، لكنها غير قادرة على حفاظ العدد. ويستطيع إنسان الغاب من التمييز بين كميات السائل المتساوية والمختلفة، لكنه قادر فقط على «الحفاظ الزائف» بطريقة مشابهة للأطفال في المرحلة الثانية من تنمية الحفاظ، وفشل بالنهاية بإظهار كاملٍ لحفاظ السائل.